# Flash... Gordon... Flash/Far away
Flash... Gordon... Flash/Far Away è un singolo discografico di Donno e Ianpatrick Group, pubblicato nel 1981.

## Descrizione
Flash... Gordon... Flash era la sigla della serie televisiva a cartoni animati The New Adventures of Flash Gordon, scritta da Maria Letizia Amoroso su musica di Corrado Castellari e arrangiamenti della Premiata Forneria Marconi. Sul lato B è inciso Far Away, brano di nessuna attinenza con la serie.

## Tracce
Lato A
1. Flash... Gordon... Flash – 2:58 (Maria Letizia Amoroso-Corrado Castellari)

Lato B
1. Far away – 5:06 (Ian Patrick)

## Edizioni
Entrambi i brani sono stati inseriti nella compilation TiVulandia 5.